# Ferdinand Avenarius
Ferdinand Ernst Albert Avenarius (ur. 20 grudnia 1856 w Berlinie, Niemcy, zm. 22 września 1923 w Kampen na wyspie Sylt, na płn. Niemiec) – niemiecki pisarz i poeta; czołowy przedstawiciel ruchu reformy kultury swojej epoki i pierwszy popularyzator wyspy Sylt.

## Życiorys

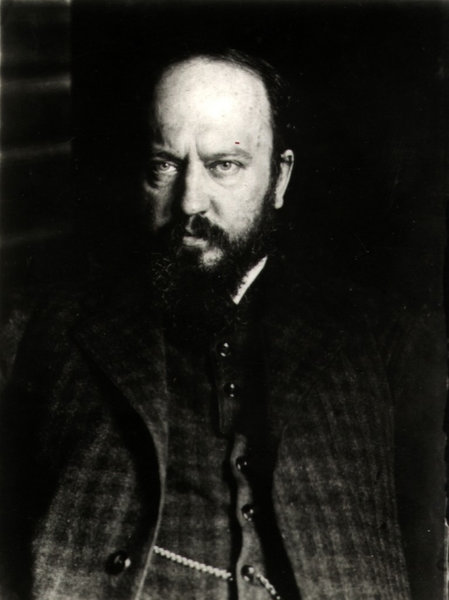
Ferdinand Avenarius w starszym wieku.

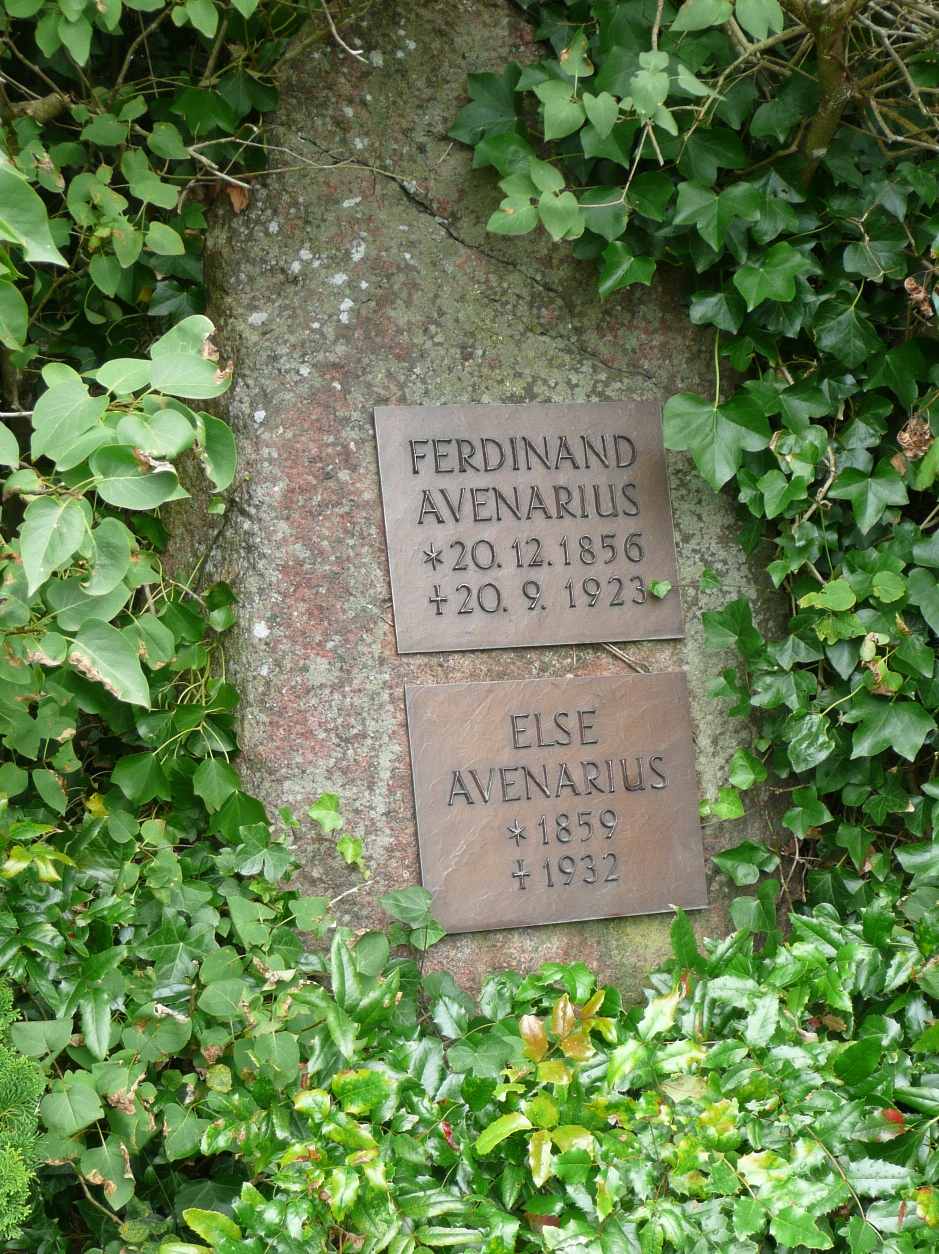
Nagrobek Ferdinanda Avenariusa i jego żony Else na cmentarzu św. Seweryna w Westerland na wyspie Sylt.

Był synem niemieckiego wydawcy Eduarda Avenariusa i Cecile Wagner, wnukiem aktora i malarza Ludwiga Geyera, bratem filozofa Richarda Avenariusa. Rodzina była też skoligacona z kompozytorem Richardem Wagnerem.
Avenarius skończył szkołę w Berlinie i Dreźnie, a studiował w Lipsku i Zurychu medycynę, historię literatury i filozofię.
Od 1882 r. redagował w Dreźnie czasopismo Der Kunstwart, poruszające tematykę sztuki i polityki kulturalnej. W 1902 r. założył organizację Dürerbund, skupiającą twórców, działał też w grupie Deutscher Werkbund. Ożenił się z Else Doehn, córką niemieckiego pisarza i amerykańskiego polityka Rudolfa Doehna.
Był wydawcą, promował i wspierał młodych artystów. Piętnował literaturę o niskiej wartości artystycznej, a za taką uznawał np. twórczość Karola Maya.

## Najważniejsze dzieła
- Wandern und Werden. Gedichte, Balladen-Buch
- Die Kinder von Wohldorf, Lebe!
- Der Wachsende Gott (cykl dramatów: Faust, Baal i Jezus)